# Světový pohár v biatlonu 2024/2025 – Ruhpolding
5. podnik Světového poháru v biatlonu v sezóně 2024/2025 se konal od 15. do 19. ledna 2025 v německém Ruhpoldingu. Na programu podniku byly vytrvalostní závody, závody s hromadným startem a mužské a ženské štafety.
V Ruhpoldingu se naposledy závodilo v lednu 2024.

## Program závodů
Oficiální program:
| Datum     | Disciplína                       | Začátek (SEČ) | Počet závodníků |
| --------- | -------------------------------- | ------------- | --------------- |
| 15. ledna | Vytrvalostní závod (muži)        | 14:10         | 104             |
| 16. ledna | Vytrvalostní závod (ženy)        | 14:10         | 100             |
| 17. ledna | Štafeta (muži)                   | 14:20         | 22 týmů         |
| 18. ledna | Štafeta (ženy)                   | 14:20         | 20 týmů         |
| 19. ledna | Závod s hromadným startem (muži) | 12:30         | 30              |
| 19. ledna | Závod s hromadným startem (ženy) | 15:00         | 30              |

## Průběh závodů
Na tento podnik světového poháru už přijely české týmy zase v pěti: do týmu mužů se vrátil Mikuláš Karlík. K ženám se přidala teprve 18letá Heda Mikolášová, která tak jela svůj první závod ve světovém poháru. Ve vytrvalostním závodě však ještě nenastoupila, protože podle sportovního ředitele Ondřeje Rybáře by pro ni byla kombinace takto dlouhého závodu a štafety náročná.

### Vytrvalostní závody
V závodě mužů se v průběžném vedení udržoval zpočátku Švýcar Niklas Hartweg. Pak ale startoval český reprezentant Vítězslav Hornig, který střílel položky čistě. Když zastřílel i počtvrté bezchybně, odjížděl do posledního kola o 10 vteřin před Švÿcarem. Pak však už zpomaloval a v cíli byl průběžně druhý. Oba pak předjel Lotyš Andrejs Rastorgujevs (skončil nakonec třetí) a Francouz Émilien Claude (skončil druhý). Všechny položky čistě pak zastřílel Nor Vebjørn Sørum, který odjížděl do posledního kola z náskokem tři čtvrtě minuty, se kterým také zvítězil. Šlo o první vítězství v jeho kariéře. I pro Horniga však bylo páté místo kariérní maximum (doposud byl nejlépe 15.).
Z dalších českých prezentatů se dařilo Michalu Krčmářovi, který střílel čistě a jedinou chybu udělal při poslední ráně. Skončil na 20. místě. Na body dosáhl ještě z 38. místa Jonáš Mareček se dvěma nezasaženými terči..
Závod žen se podobal průběhu závodu mužů. Tereza Voborníková zastřílela první tři položky bezchybně a dostala se na chvíli do čela průběžného pořadí. Čistě zvládla i poslední střelbu a do cíle dojela průběžně druhá, přes minutu za Švýcarkou Amy Basergovou. Pak se ale před ní dostalo množství rychleji jedoucích závodnic, z nichž největší náskok před ostatními měla vítězka prvniho vytrvalostního závodu této sezóny, Francouzka Lou Jeanmonnotová. Vobornikova skončila jedenáctá.
S ostatních českých závodnic se dařilo Jessice Jislové, která udělala chybu při první střelbě, ale pak zasáhla všechny terče a skončila na 16. pozici. Dobře jela zpočátku i Kristýna Otcovská, která střílela čistě, ale při poslední střelbě udělala dvě chyby a dojela na 50. místě.

### Štafety
V mužském závodě se nejdříve dostalo do čela s menším náskokem Norsko, ale když Sturla Holm Laegreid musel po čtvrté střelbě na dvě trestná kola, přebral vedení francouzský tým. Ten svůj náskok přes nutnost dobíjení několika náhradních nábojů udržel a potřetí v tomto ročníku světového poháru zvítězil. Na druhém místě se dlouhou dobu držela ukrajinská štafeta, ale po šesté střelbě jí vystřídalo Švédsko.
Za český tým rozjel štafetu Vítězslav Hornig, který střílel čistě a předával jako třetí. Michal Krčmář pak musel celkem čtyřikrát dobíjet a jel pomaleji, takže klesl až na 11. místo, i když s malou ztrátou. Jonáš Mareček dobrou střelbou posunul českou štafetu na šestou pozici a Adam Václavík pak s dvěma dobíjeními klesl o jedno místo. Přesto je tato pozice nejlepší českým výsledkem od štafety v Oberhofu v lednu 2024.
V závodu žen se v čele zpočátku střídalo Polsko, Norsko a Finsko. Na předposlední střelbu přijížděli Švédsko, Norsko a Německo prakticky spolu. Zde zastřílela nejlépe Němka Franciska Preussová, která s malým náskokem odjížděla do posledního kola. Při poslední střelbě pak tento náskok ještě zvýšila a s přehledem zvítězila. Druhé místo obsadil Norsko a třetí Francie, která byla po první střelbě na 20. pozici, ale dalšími dobrými výkony se propracovávala dopředu.
Výsledek české štafety ovlivnilo především trestné kolo, na které musela Jessica Jislová hned po první střelbě. Česko kleslo na 18. místo, ze kterého pomalu postupovalo dopředu. Dobrý výkon přitom podala Tereza Voborníková a především debutantka Heda Mikolášová, která vleže musela dvakrát dobíjet, ale vstoje střílela čistě a posunula český tým o dvě pozice. Po poslední střelbě však Kristýna Otcovská musela na další dvě trestná kola a Česko tak skončilo na 17. místě.

### Závody s hromadným startem
V závodě mužů jela po druhé střelbě v čele skupina 12 závodníků, v níž byl i čistě střílející Vítězslav Hornig. Když Hornig neudělal chybu ani na třetí položce, zařadil se na čtvrté místo za Itala Tommaso Giacomela a Nory Johannesse Thingnese Bø a Sturlu Holma Lagreida. Při poslední střelbě Ital zasáhl všechny terče, a tak odjížděl s 10vteřinovým náskokem, se kterým zvítězil. Šlo o jeho první vítězství v závodech světového poháru. Johannes Bø zde jednou chyboval, a tak se posunul až za Lagraida. V posledním kole sice jeho náskok snižoval, ale už jej nepředjel. Hornig na této střelbě udělal svoje první dvě střelecké chyby a klesl na výsledné 9. místo v cíli.
Michal Krčmář udělal v závodě celkem tři chyby a jel pomaleji. Televizní komentátoři uvažovali, že zřejmě nemá dost kvalitní lyže.
V závodě žen se po třetí střelbě udržovala na čele Italka Dorothea Wiererová s Francouzkou Lou Jeanmonnotovou a Švédkou Elvirou Öbergovou. Z nich zastřílela poslední položku čistě jen Öbergová, za kterou se zařadila Francouzka Jeanne Richardová. Wiererová udržela třetí místo, ale blížila se k ní Němka Franziska Preussová. Ta v polovině okruhu předjela všechny kromě Öbergové a vybojovala tak druhé místo.
Tereza Voborníková a Jessica Jislová střílely až do druhé střelby čistě a udržovaly se vedoucí skupině. Při třetí střelbě však obě nezasáhly jeden terč. Voborníková klesla na 16. místo, na kterém také dojela do cíle. Jislová přidala ještě jednu chybu při poslední střelbě a dokončila závod pět pozic za ní.

## Umístění na stupních vítězů

### Muži
| Disciplína                        | První místo                                                                  | Výkon             | Druhé místo                                                              | Výkon             | Třetí místo                                                            | Výkon             |
| Vytrvalostní závod (20 km)        | Vebjørn Sørum                                                                | 47:30,0 (0+0+0+0) | Émilien Claude                                                           | 48:22,1 (0+0+0+0) | Andrejs Rastorgujevs                                                   | 48:26,8 (0+1+0+0) |
| Štafeta (4x7,5 km)                | FrancieÉmilien Claude Fabien Claude Quentin Fillon Maillet Émilien Jacquelin | 1:08:45,4 (0+6)   | ŠvédskoViktor Brandt Jesper Nelin Martin Ponsiluoma Sebastian Samuelsson | 1:09:23,8 (0+10)  | NěmeckoJustus Strelow Danilo Riethmüller Johannes Kühn Philipp Nawrath | 1:09:44,2 (0+14)  |
| Závod s hromadným startem (15 km) | Tommaso Giacomel                                                             | 36:21,8 (0+0+0+0) | Sturla Holm Laegreid                                                     | 36:28,1 (1+0+0+0) | Johannes Thingnes Bø                                                   | 36:33,2 (1+0+0+1) |

### Ženy
| Disciplína                          | První místo                                                                          | Výkon             | Druhé místo                                                                                       | Výkon             | Třetí místo                                                                      | Výkon             |
| Vytrvalostní závod (15 km)          | Lou Jeanmonnotová                                                                    | 41:35,5 (0+0+0+0) | Franziska Preussová                                                                               | 41:11,2 (0+1+0+0) | Amy Basergová                                                                    | 41:18,6 (0+0+0+0) |
| Štafeta (4x6 km)                    | NěmeckoStefanie Schererová Selina Grotianová Sophia Schneiderová Franziska Preussová | 1:07:47,6 (0+4)   | NorskoKaroline Offigstad Knottenová Juni Arnekleivová Maren Kirkeeideová Ragnhild Femsteineviková | 1:08:05,0 (0+10)  | FranciePaula Botetová Océane Michelonová J. Braisazová-Bouchetová Julia Simonová | 1:08:13,4 (1+7)   |
| Závod s hromadným startem (12,5 km) | Elvira Öbergová                                                                      | 33:00,5 (0+0+0+0) | Franziska Preussová                                                                               | 33:25,5 (0+1+0+0) | Jeanne Richardová                                                                | 33:25,8 (0+0+0+0) |